# MTV Europe Music Awards 2016
MTV Europe Music Awards 2016 – dwudziesta trzecia gala wręczenia nagród MTV Europe Music Awards. Odbyła się ona 6 listopada 2016 w hali widowiskowo-sportowej Rotterdam Ahoy w Rotterdamie. Po raz trzeci impreza odbyła się w Holandii i po raz drugi gospodarzem było miasto Rotterdam. Nagrody były przyznawane w tym samym miejscu podczas MTV Europe Music Awards 1997.

## Proces głosowania
| Kategoria            | Metoda głosowania                        | Rozpoczęcie         | Zakończenie        |
| -------------------- | ---------------------------------------- | ------------------- | ------------------ |
| Najwięksi Fani       | Hasztag na Twitterze                     | 27 wrz. (00:00 CET) | N/A                |
| Nominacje regionalne | Strona internetowa mtvema.com, aplikacja | 20 wrz. (00:00 CET) | 5 lis. (23:59 CET) |
| Najlepszy teledysk   | Głosuje redakcja MTV                     | N/A                 | N/A                |
| Pozostałe            | Strona internetowa mtvema.com, aplikacja | 27 wrz. (00:00 CET) | 5 lis. (23:59 CET) |

## Nominacje
Opracowano na podstawie materiału źródłowego.

### Najlepsza piosenka
- Adele – „Hello”
- Justin Bieber – „Sorry”
- Lukas Graham – „7 Years”
- Mike Posner – „I Took a Pill in Ibiza (Seeb Remix)”
- Rihanna (featuring Drake) – „Work”

### Najlepszy teledysk
- Beyoncé – „Formation”
- Coldplay – „Up & Up”
- Kanye West – „Famous”
- Tame Impala – „The Less I Know the Better”
- The Weeknd (featuring Daft Punk) – „Starboy”

### Wokalistka roku
- Adele
- Beyoncé
- Lady Gaga
- Rihanna
- Sia

### Wokalista roku
- Calvin Harris
- Drake
- Justin Bieber
- Shawn Mendes
- The Weeknd

### Debiut roku
- Bebe Rexha
- DNCE
- Lukas Graham
- The Chainsmokers
- Zara Larsson

### Najlepszy wykonawca muzyki pop
- Ariana Grande
- Fifth Harmony
- Justin Bieber
- Rihanna
- Selena Gomez
- Shawn Mendes

### Najlepszy wykonawca muzyki elektronicznej
- Afrojack
- Calvin Harris
- David Guetta
- Major Lazer
- Martin Garrix

### Najlepszy wykonawca rockowy
- Coldplay
- Green Day
- Metallica
- Muse
- Red Hot Chili Peppers

### Najlepszy wykonawca alternatywny
- Kings of Leon
- Radiohead
- Tame Impala
- The 1975
- Twenty One Pilots

### Najlepszy wykonawca muzyki hip-hop
- Drake
- Future
- G-Eazy
- Kanye West
- Wiz Khalifa

### Najlepszy występ na żywo
- Adele
- Beyoncé
- Coldplay
- Green Day
- Twenty One Pilots

### Najlepszy wykonawca w serii MTV World Stage
- Duran Duran
- Ellie Goulding
- Jess Glynne
- Martin Garrix
- OneRepublic
- Tinie Tempah
- Tomorrowland
- Wiz Khalifa

### Najlepszy wykonawca w serii MTV Push
- Alessia Cara
- Anne-Marie
- Bebe Rexha
- Blossoms
- Charlie Puth
- DNCE
- Dua Lipa
- Elle King
- Halsey
- Jack Garratt
- Jonas Blue
- Lukas Graham

### Najwięksi Fani
- Ariana Grande
- Beyoncé
- Justin Bieber
- Lady Gaga
- Shawn Mendes

### Najlepszy Image
- Beyoncé
- Bebe Rexha
- Lady Gaga
- Rihanna
- Sia

### Nagroda globalnej ikony
- Green Day

## Nominacje regionalne

### Europa Północna
Najlepszy nowy brytyjski i irlandzki wykonawca
- Adele
- Coldplay
- Little Mix
- Years & Years
- Zayn Malik

Najlepszy duński wykonawca
- Benjamin Lasnier
- Christopher
- Gilli
- Lukas Graham
- MØ

Najlepszy fiński wykonawca
- Antti Tuisku
- Evelina
- Nikke Ankara
- Teflon Brothers
- Paula Vesala

Najlepszy norweski wykonawca
- Alan Walker
- Astrid S
- Aurora
- Julie Bergan
- Kygo

Najlepszy szwedzki wykonawca
- The Fooo Conspiracy
- Galantis
- Laleh
- Tove Lo
- Zara Larsson

### Europa Centralna
Najlepszy niemiecki wykonawca
- Beginner
- Max Giesinger
- Robin Schulz
- Mark Forster
- Topic

Najlepszy holenderski wykonawca
- Broederliefde
- Douwe Bob
- Julian Jordan
- Ronnie Flex
- Sam Feldt

Najlepszy belgijski wykonawca
- Emma Bale
- Laura Tesoro
- Lost Frequencies
- Tourist LeMC
- Woodie Smalls

Najlepszy szwajcarski wykonawca
- Bastian Baker
- Bligg
- Chlyklass
- Damian Lynn
- Nickless

### Europa Południowa
Najlepszy francuski wykonawca
- Amir
- Jain
- Maître Gims
- Nekfeu

Najlepszy włoski wykonawca
- Alessandra Amoroso
- Benji & Fede
- Emma
- Francesca Michielin
- Salmo

Najlepszy hiszpański wykonawca
- Álvaro Soler
- Amaral
- Enrique Bunbury
- Corizonas
- Leiva

Najlepszy portugalski wykonawca
- Aurea
- Carlão
- D.A.M.A
- David Carreira
- HMB

### Europa Wschodnia
Najlepszy polski wykonawca
- Ania Dąbrowska
- Bovska
- Cleo
- Dawid Podsiadło
- Margaret

Najlepszy rosyjski wykonawca
- Basta
- Jołka
- Leningrad
- OQJAV
- Therr Maitz

Najlepszy rumuński wykonawca
- Andra
- Feli
- Manuel Riva
- Smiley
- Vanotek

Najlepszy adriatycki wykonawca
- Elemental
- Luce
- S.A.R.S
- Siddharta
- Toni Zen

Najlepszy izraelski wykonawca
- E-Z
- Eliad
- Noa Kirel
- Static & Ben El
- The Ultras

### Afryka i Indie
Najlepszy afrykański wykonawca
- Alikiba
- Black Coffee
- Cassper Nyovest
- Olamide
- Wizkid

Najlepszy indyjski wykonawca
- Anoushka Shankar
- Bandish Projekt
- Monica Dogra
- Prateek Kuhad
- Uday Benegal & Friends

### Japonia i Korea
Najlepszy japoński wykonawca
- Kyary Pamyu Pamyu
- One Ok Rock
- Perfume
- Radwimps
- Ringo Shiina

Najlepszy koreański wykonawca
- B.A.P
- GFriend
- Got7
- Twice
- VIXX

### Azja Południowo-Wschodnia, Chiny, Hongkong i Tajwan
Najlepszy wykonawca z południowo-wschodniej Azji
- Bunkface
- Dong Nhi
- Gentle Bones
- Raisa
- Sarah Geronimo
- Thaitanium
- Yuna

Najlepszy chiński i hongkoński wykonawca
- G.E.M.
- Khalil Fong
- Momo Wu
- Pu Shu
- Vision Wei

### Australia i Nowa Zelandia
Najlepszy australijski wykonawca
- Flume
- Tkay Maidza
- Troye Sivan
- The Veronicas
- Vance Joy

Najlepszy nowozelandzki wykonawca
- Broods
- Kings
- Ladyhawke
- Maala
- Sachi

### Ameryka Łacińska
Najlepszy brazylijski wykonawca
- Anitta
- Karol Conká
- Ludmilla
- Projota
- Tiago Iorc

Najlepszy północnołacińskoamerykański wykonawca
- CD9
- Jesse & Joy
- León Larregui
- Mon Laferte
- Paty Cantú

Najlepszy środkowołacińskoamerykański wykonawca
- Alkilados
- J Balvin
- Maluma
- Manuel Medrano
- Sebastián Yatra

Najlepszy południowołacińskoamerykański wykonawca
- Babasónicos
- Illya Kuryaki and the Valderramas
- Lali
- Será Pánico
- Tini

### Ameryka Północna
Najlepszy amerykański wykonawca
- Ariana Grande
- Beyoncé
- Charlie Puth
- Kanye West
- Twenty One Pilots

Najlepszy kanadyjski wykonawca
- Alessia Cara
- Drake
- Justin Bieber
- Shawn Mendes
- The Weeknd

## Gala
|                          | \| Wykonawcy \| Piosenki \| \| Przed właściwym show \| Przed właściwym show \| \| ------------------------ \| -------------------------------- \| \| Anne-Marie \| „Alarm” \| \| Właściwe show \| \| \| Bruno Mars \| „24K Magic” \| \| DNCE \| „Body Moves” „Cake by the Ocean” \| \| Martin Garrix Bebe Rexha \| „In the Name of Love” \| \| Shawn Mendes \| „Mercy” \| \| Zara Larsson \| „Lush Life” „Ain’t My Fault” \| \| Green Day \| „Bang Bang” „American Idiot” \| \| The Weeknd \| „Starboy” \| \| Kings of Leon \| „Waste a Moment” \| \| Bebe Rexha \| „I Got You” \| \| Lukas Graham \| „You’re Not There” „7 Years” \| \| Afrojack \| „Used To Have It” „Gone” \| \| OneRepublic \| „Let’s Hurt Tonight” \| | Prezenterzy Przed galą Laura Whitmore i Sway Calloway – gospodarze z czerwonego dywanu Laura Whitmore – wręczenie nagrody w kategorii Najwięksi Fani Laura Whitmore i The MTV It Girls – wręczenie nagrody w kategorii Najlepszy Image Właściwa gala G-Eazy i Charli XCX – wręczenie nagrody w kategorii Najlepszy wykonawca muzyki elektronicznej Winnie Harlow i Tinie Tempah – wręczenie nagrody w kategorii Najlepszy występ na żywo Jourdan Dunn – wręczenie nagrody w kategorii Wokalista roku Jaden Smith – wręczenie nagrody w kategorii Debiut roku Nina Dobrev i Deepika Padukone – wręczenie nagrody w kategorii Najlepsza piosenka Idris Elba – wręczenie nagrody w kategorii Nagroda globalnej ikony |
| Wykonawcy                | Piosenki | |
| Przed właściwym show     | | |
| Anne-Marie               | „Alarm” | |
| Właściwe show            | | |
| Bruno Mars               | „24K Magic” | |
| DNCE                     | „Body Moves” „Cake by the Ocean” | |
| Martin Garrix Bebe Rexha | „In the Name of Love” | |
| Shawn Mendes             | „Mercy” | |
| Zara Larsson             | „Lush Life” „Ain’t My Fault” | |
| Green Day                | „Bang Bang” „American Idiot” | |
| The Weeknd               | „Starboy” | |
| Kings of Leon            | „Waste a Moment” | |
| Bebe Rexha               | „I Got You” | |
| Lukas Graham             | „You’re Not There” „7 Years” | |
| Afrojack                 | „Used To Have It” „Gone” | |
| OneRepublic              | „Let’s Hurt Tonight” | |